# بحيرة هيفيز
بحيرة هيفيز أو بحيرة هيفيز العلاجية، هي بحيرة في المجر. تقع هذه البحيرة على الحدود بين تلال زالا وهضبة كستهي، على مرتفع زالافاري، وتمتد على مساحة 4٫44 هكتارات، ويحيط بها غابة حماية تبلغ مساحتها 50 هكتاراً، وهي أكبر بحيرة مياه حارة علاجية في أوروبا. قام فيستيتش جيورج، مؤسس مدرسة جيورجيكون في كستهي، ببناء أول حمام على طوافات فوق البحيرة في عام 1772.
وعلى عكس معظم البحيرات الحارة، التي توجد عادة في مناطق ذات أصل بركاني وفي تربة طينية أو صخرية، فإن بحيرة هيفيز هي بحيرة نبع ذات قاع من الخث، يغذيها ماء بدرجة حرارة 38 °م، يتدفق من كهف نبع هيفيز على عمق 38 متراً بمعدل 410 لتر في الثانية.
إن البيئة الطبيعية الفريدة للبحيرة تتميز بشكل خاص بوجود البحيرة العلاجية المحاطة بالحدائق، وبطبقة الضباب التي تعلو سطح الماء، وبزهور زنبق الماء الهندي الأحمر (Castalia rubra longiflora) التي تطفو على سطحها.

## نشأتها
في أوائل العصور الوسطى الجيولوجية، خلال العصر الترياسي (منذ نحو 200 مليون سنة)، كانت مياه بحرية صافية تماماً تغمر المنطقة، بما في ذلك موقع جبال ترانسدانوبيا الوسطى الحالي. من هذه المياه البحرية ترسّب دولوميت] أبيض ناصع في منطقة هيفيز، وكذلك الحجر الجيري بصورة ثانوية. وفي العصرين الجوراسي والطباشيري (منذ نحو 180 إلى 70 مليون سنة)، تراجع البحر عن المنطقة. وفي نهاية العصر الطباشيري وبداية الحقبة الثالثة، وتحديداً في الباليوسين، تكوّنت رواسب بوكسيت في بيئة مدارية ضمن منطقة باكوني الحالية، ثم أُعيد ترسيبها بفعل عوامل التعرية، كما تآكلت الطبقات السطحية الأضعف في بعض المواقع، وبدأت عملية الكارست في الصخور الجيرية والدولوميتية.
وفي الحقبة الثالثة، لم تترك العصور الإيوسينية والأوليجوسينية والمايوسينية أي طبقات في المنطقة المحيطة مباشرة بهيفيز، إذ ظلت اليابسة سائدة. أما في العصر البليوسيني الأخير من الحقبة الثالثة، فقد شهدت المنطقة أحداثاً جيولوجية نشطة؛ فمنذ نحو 10-12 مليون سنة امتد بحر بونتي، وهو خليج ضحل من حوض الكاربات، من الجنوب الشرقي إلى المنطقة. ثم أغلقت سلاسل جبال الكاربات التي ارتفعت لاحقاً هذا الخليج، فتكوّن بحر داخلي، تحوّل سريعاً إلى بحيرة عذبة بفعل الأنهار الوافدة، مكوّناً بحر بانونيا العذب. وكانت أجزاء من جبال فيرتيس وجبال بيليش وماتشيك وباكوني جُزراً وسط هذه البحيرة الضحلة. وعلى قاعها المترسّب، تكوّنت على مدى ملايين السنين طبقات من الرمل والطين بسماكة مئات الأمتار، قبل أن ينحسر البحر تدريجياً. وفي نهاية العصر البانوني ظهرت براكين غيّرت ملامح ترانسدانوبيا، حيث تدفقت حمم بازلتية على الضفاف الشمالية والجنوبية لمنطقة بالاتون الحالية. ومع نهاية البليوسين وبداية البليستوسين (منذ نحو 2-4 ملايين سنة)، نقلت الرياح والمجاري المائية معظم المواد المترسبة جنوباً. وظهرت أولى علامات النشاط البركاني اللاحق باندفاع ينابيع حارة، ومنها ما يعرف بـ "الهيفيز القديمة". وفي منتصف البليستوسين، أدى تحرك القشرة الأرضية وانخسافها إلى تكوين نظامين من الأحواض تراكمت فيهما مياه الأمطار، فتكوّنت بحيرة بالاتون قبل نحو 22 ألف سنة، وبدأت معها قصة بحيرة هيفيز.
وتشير الأدلة إلى أن المياه الحرارية لبحيرة هيفيز في الماضي الجيولوجي لم تكن تنبع من موقعها الحالي، بل من أماكن أعلى بكثير. وكان أول موقع لتدفّق "الهيفيز القديمة" قرب قلعة ريزي على تل ميليغ على ارتفاع 427 م. وعلى مدى مليوني سنة، انخفض مستوى النبع تدريجياً نحو الجنوب الغربي بمحاذاة خط الصدع الغربي لهضبة كستهي. أما الموقع الثاني فكان قرب كنيسة آنا في تشرسجتوموي (182 م)، حيث مزجت المياه الكارستية القادمة من الطبقات الترياسية مع مياه الطبقات البانونية لتكوّن كهف بئر تشرسجتوموي. ويُعتقد أن هبوط مستوى النبع كان سببه ارتفاع هضبة كستهي من جهة وانخساف وادي هيفيز من جهة أخرى. وفي العصر البليستوسيني القديم (منذ نحو 1-2 مليون سنة)، انتقل النبع إلى جبل بايكيد (181 م)، على بُعد 3 كم فقط من موقع هيفيز الحالي، ثم في العصر البليستوسيني الأوسط ظهر عند تل دوبوغو (145 م) على بعد 1٫5 كم شرق المنتجع الحالي. أما تدفق مياه بحيرة هيفيز الحالية، فقد بدأ قبل نحو 20-22 ألف سنة، بالتزامن مع تكوّن بحيرة بالاتون. في البداية كانت المياه الحارة تصب في بالاتون، لكن بفعل التغيرات المناخية انخفض منسوبها، فتكوّنت في الحوض القديم أراضي خثية من بقايا النباتات الكثيفة. يمتد السطح الخثي المستوي شرق البحيرة لمسافة 1-1٫5 كم حتى تل دوبوغو وسلسلة تلال تشرسجتوموي، ويصل جنوباً إلى مجرى نهر زالا وشمالاً إلى ما فوق حانة جيونجيوشي.

## خصائص المياه

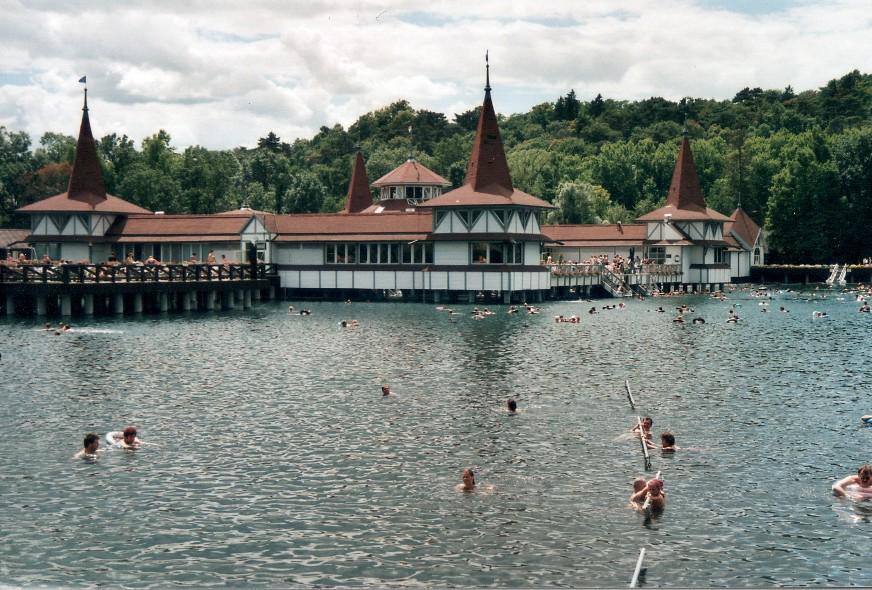
مبنى الحمام قبل عام 1989

سطح البحيرة بيضاوي الشكل. من الشمال تصب في البحيرة مجريان مائيان، ومن الجنوب يقوم مجرى هيفيز بعرض 10-12 متراً بتصريف مياه البحيرة إلى نهر زالا، ومنه إلى بحيرة بالاتون. يَظهر مقطع البحيرة العرضي على شكل قمع مائل نحو الجنوب، ويكون أعمق نقطة عند منبعها.

وفقاً لخبراء نادي أمفورا للغوص، فإن درجة حرارة بحيرة هيفيز ناتجة عن اختلاط مياه الينابيع الباردة والساخنة المتدفقة من أعماق الأرض. تتدفق المياه من جانبي فجوة اكتُشفت عام 1975 وأطلق عليها اسم "قاعة أمفورا"، حيث تتواجد ينابيع باردة وساخنة تغذي البحيرة. وتشكل كمية الماء البارد المختلطة بالمياه الساخنة حوالي 3٪ فقط من إجمالي التصريف. 

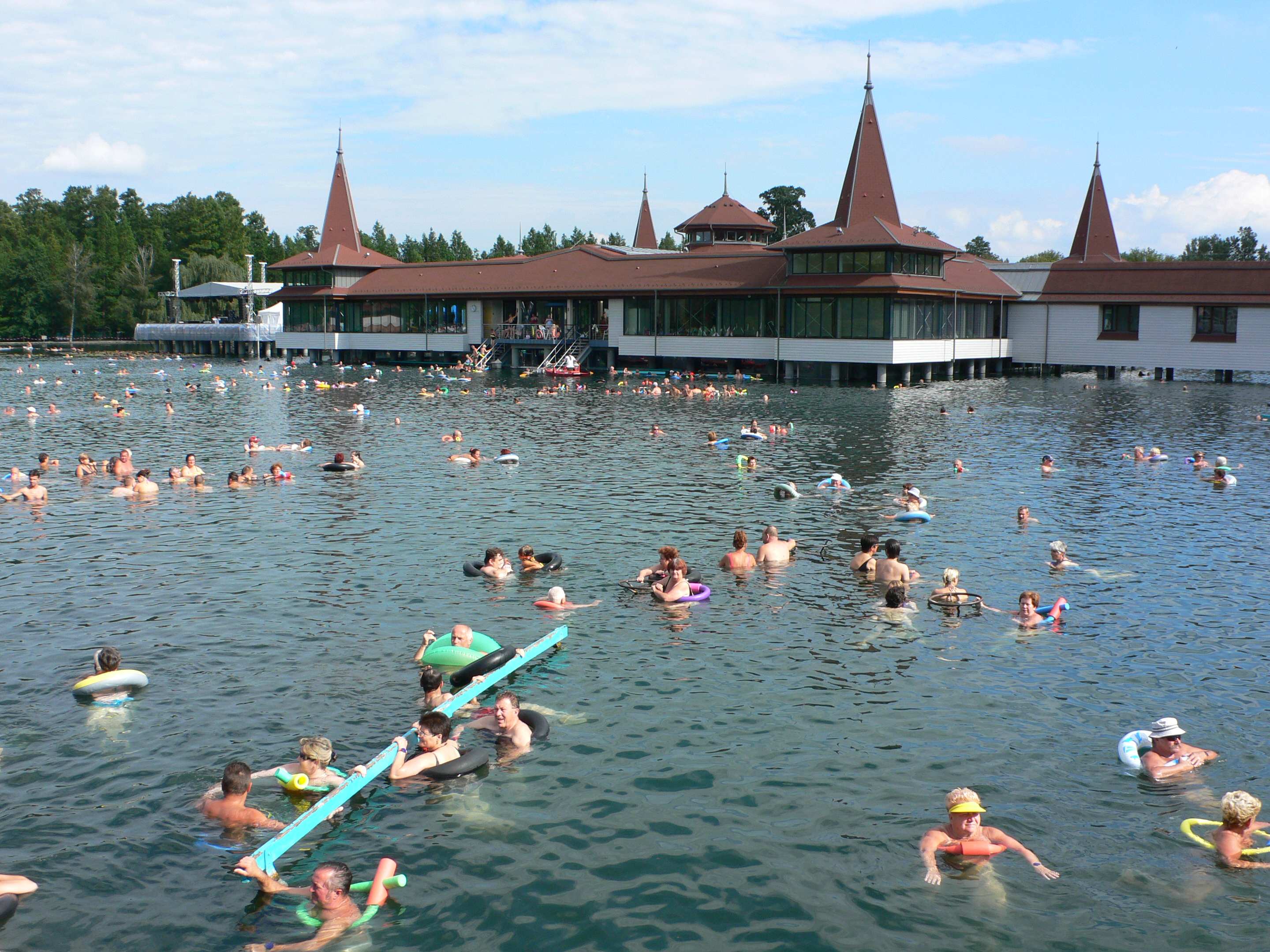
البحيرة العلاجية مع السباحين وخلفهم مبنى الحمام بعد عام 1989

 في الصيف تتراوح درجة حرارة الماء بين 33-35 °م، وقد تصل في الأيام شديدة الحرارة إلى 36-38 °م. في الخريف والشتاء تنخفض الحرارة إلى حوالي 24-26 °م. وتؤثر هذه الحرارة تأثيراً مهدئاً ومريحاً على الإنسان، إذ تُعد درجة حرارة معتدلة بالنسبة لتوازن الحرارة في جسمه.
عادةً ما تكون درجة الحرارة متقاربة في جميع أجزاء البحيرة، وذلك لأن طبقة البخار التي يتراوح عرضها بين 1٫5-2 متر فوق سطح البحيرة تمنع فقدان الحرارة، كما أن تدفق المياه في اتجاهات متعددة ووجود غابة حماية بمساحة 50 هكتاراً يساعدان على تساوي درجة الحرارة.
عند مراقبة سطح بحيرة هيفيز، يُلاحظ أنها ليست ساكنة. فمن جهة، يحافظ النبع الذي يغذيها على حركة دائمة للمياه، حيث يتصاعد الماء من الأعماق في دوائر بطيئة نحو الشاطئ. ومن جهة أخرى، وبسبب فرق الحرارة بين الماء والهواء، يبرد الماء قليلاً عند السطح، فيزداد ثقله النوعي ويغوص مجدداً إلى الأسفل. وبهذا تدور كتلة الماء بأكملها بحركة أسطوانية بطيئة نحو اليمين. ولهذه الحركة المزدوجة دور مهم في تنظيم حرارة البحيرة وتوزيع المواد الفعّالة بالتساوي. كما أن التدفق المنتظم للمياه يمنح السابحين تدليكاً لطيفاً ودائماً.

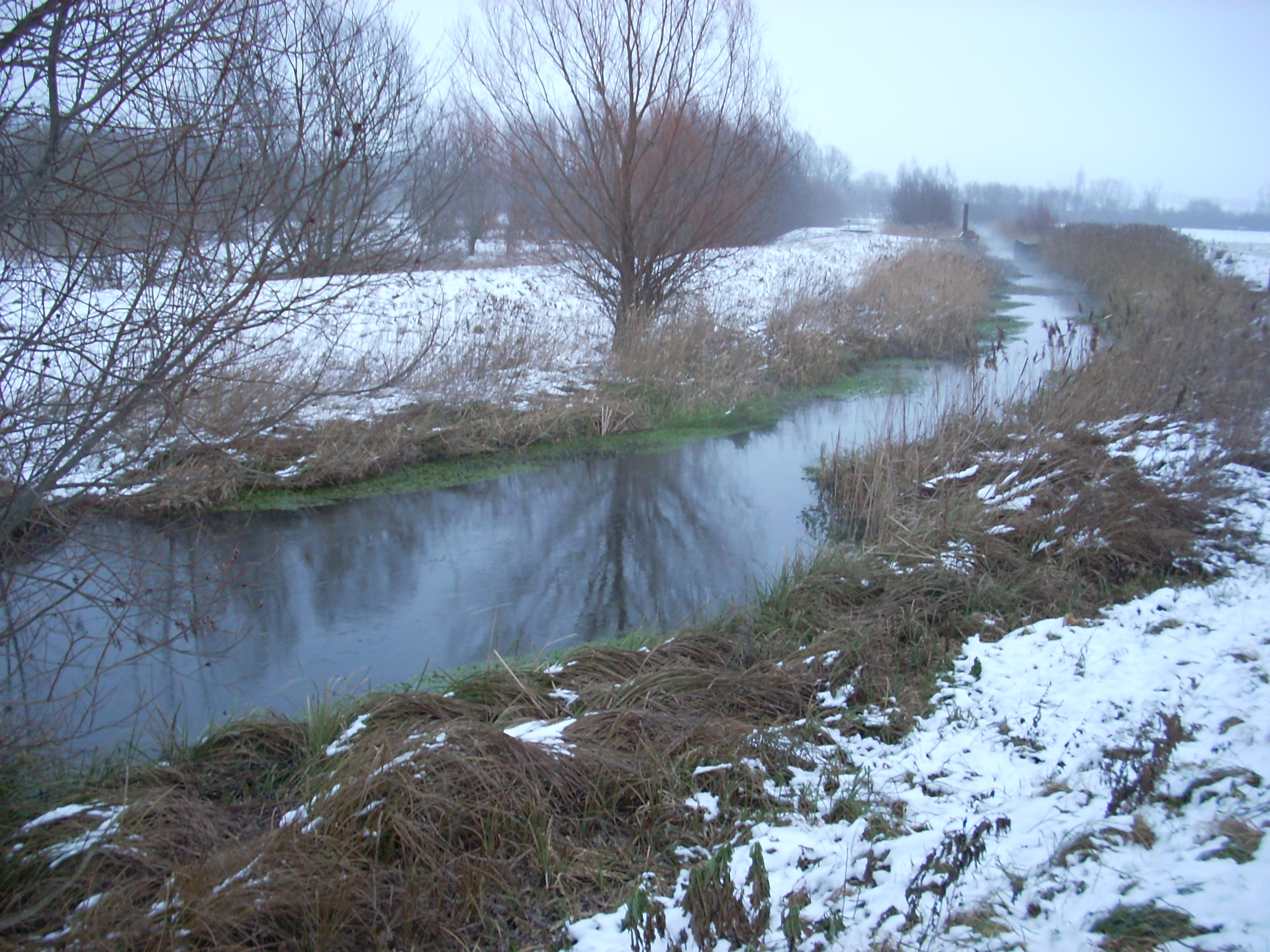
قناة هيفيز الحارة

في عام 1908 أُجريت أولى الفحوص بمساعدة الغواصين لتحديد عمق البحيرة بدقة، وتم تحقيق ذلك لأول مرة عام 1953. ومنذ عام 1972 بدأت أبحاث الغوص العلمي، وتبين أن النبع يقع في قاع جدار عمودي من حجر رملي على عمق 38٫5 متر.
ووفقاً لمجلة بوفار إنفو المتخصصة في الغوص، فإن الجزء الأيمن من كهف النبع هو الجزء الساخن، حيث تتدفق المياه من عشر شقوق مختلفة بدرجات حرارة متفاوتة، وأبردها 23٫4°م وأحرّها 41٫8°م. وبعد اختلاط المياه، تبلغ درجة حرارة الماء الخارج من الكهف لتغذية البحيرة 38٫5°م، وبمعدل 410 لترات/ثانية. يبلغ عرض مدخل كهف نبع هيفيز 2-3 أمتار، وارتفاعه 60–80 سم، ويتدفق عبره 30-40 ألف لتر من الماء عند 39٫5°م في الدقيقة (وكان بذلك أكبر مصدر في المجر من حيث معدل التدفق).
ووفقاً لمصدر آخر، فإن بعد المدخل الضيق توجد قاعة أمفورا بعرض 14-17 متراً، تقسمها طبقة من الطمي إلى قسمين. في الجانب الشرقي تتدفق مياه حرارتها 26٫3 °م، وفي الجانب الغربي 41 °م. وبذلك فإن نحو 10٪ من المياه نابعة من ينابيع باردة و90٪ من ينابيع حارة.
ومن خلال دراسة النظائر المشعة للكربون في المياه، قُدّر عمر مسار النبع البارد من وقت تسربه إلى وقت خروجه بـ 5-7 آلاف سنة، بينما قُدّر عمر مسار النبع الحار بـ 10-12 ألف سنة. وتجتمع المياه التي تتسرب إلى الأعماق من مساحة واسعة تشمل باكوني وهضبة كستهي وتلال زالا. ويصل جزء منها إلى أعماق ضحلة (طبقة بانونية) في منطقة المياه الكارستية، ومنها إلى "كهف الخلط" في بحيرة هيفيز. أما معظم المياه فتصل إلى أعماق أكبر في طبقات دولوميت تعود للعصر الترياسي، حيث تسخن بشدة، وتذيب أثناء رحلتها معادن وصخوراً مختلفة قبل أن تعود إلى السطح لتصل إلى غرفة النبع.

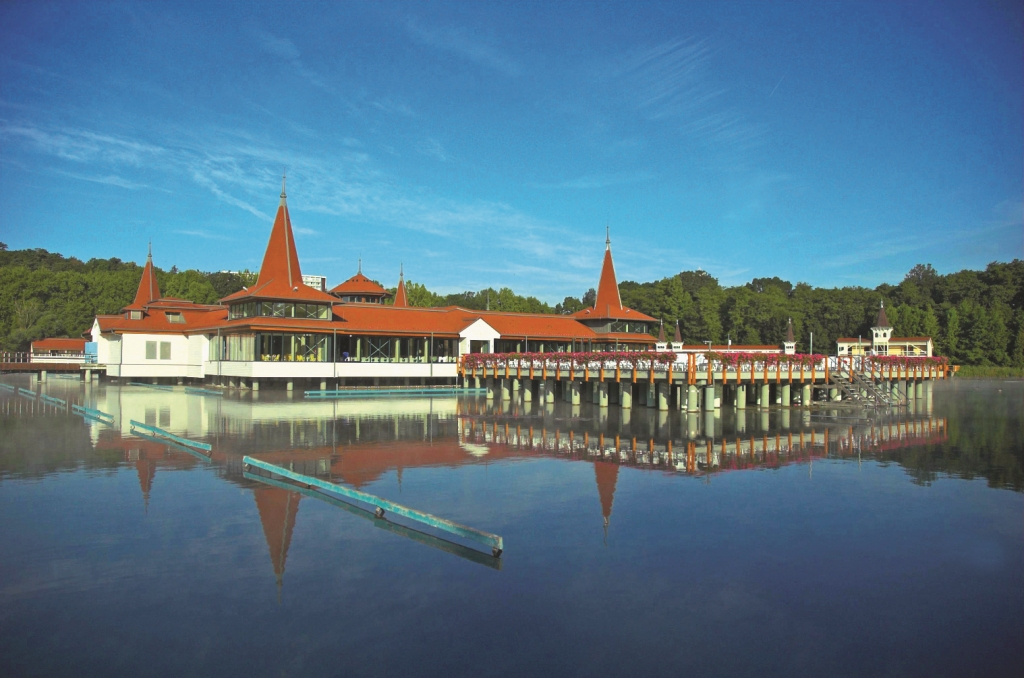
مبنى الحمام القائم على البحيرة

انخفض معدل تدفق مياه البحيرة بشكل كبير منذ سبعينيات القرن العشرين نتيجة استخراج البوكسيت في باكوني وما صاحبه من ضخ المياه الكارستية. وفي أواخر ثمانينيات القرن العشرين لم يصل التدفق إلى نصف مستواه الأصلي. ولإنقاذ البحيرة، أمر مجلس الوزراء آنذاك في 20 أبريل 1989 بإغلاق المنجم. ونتيجة لهذا القرار بدأ معدل التدفق في الزيادة، ووصل عام 2012 إلى 450 لتر/ثانية.
ولمتابعة الميزان المائي للبحيرة بدقة، أُنشئ عام 1990 نظام مراقبة يعمل على مدار الساعة لجمع البيانات عن التدفق ودرجة الحرارة ومستوى المياه الكارستية في المنطقة. ويُشغّل مؤسسة بحيرة هيفيز هذا النظام، كما تُجرى فحوص كيميائية وبيولوجية منتظمة.
دُرست تركيبة مياه البحيرة منذ أواخر القرن 18، لكن التحليل الدقيق لم يتم إلا في خمسينيات القرن العشرين. وتحتوي مياه البحيرة العلاجية على كالسيوم ومغنيسيوم، وهي كبريتية وتحتوي على رادون بنسب منخفضة، إضافة إلى نشاط بيولوجي ملحوظ نتيجة وجود المركبات العضوية، وهو ما يمنحها طابعها الفريد.

## التأثير العلاجي
- لأمراض الروماتيزم الحركية

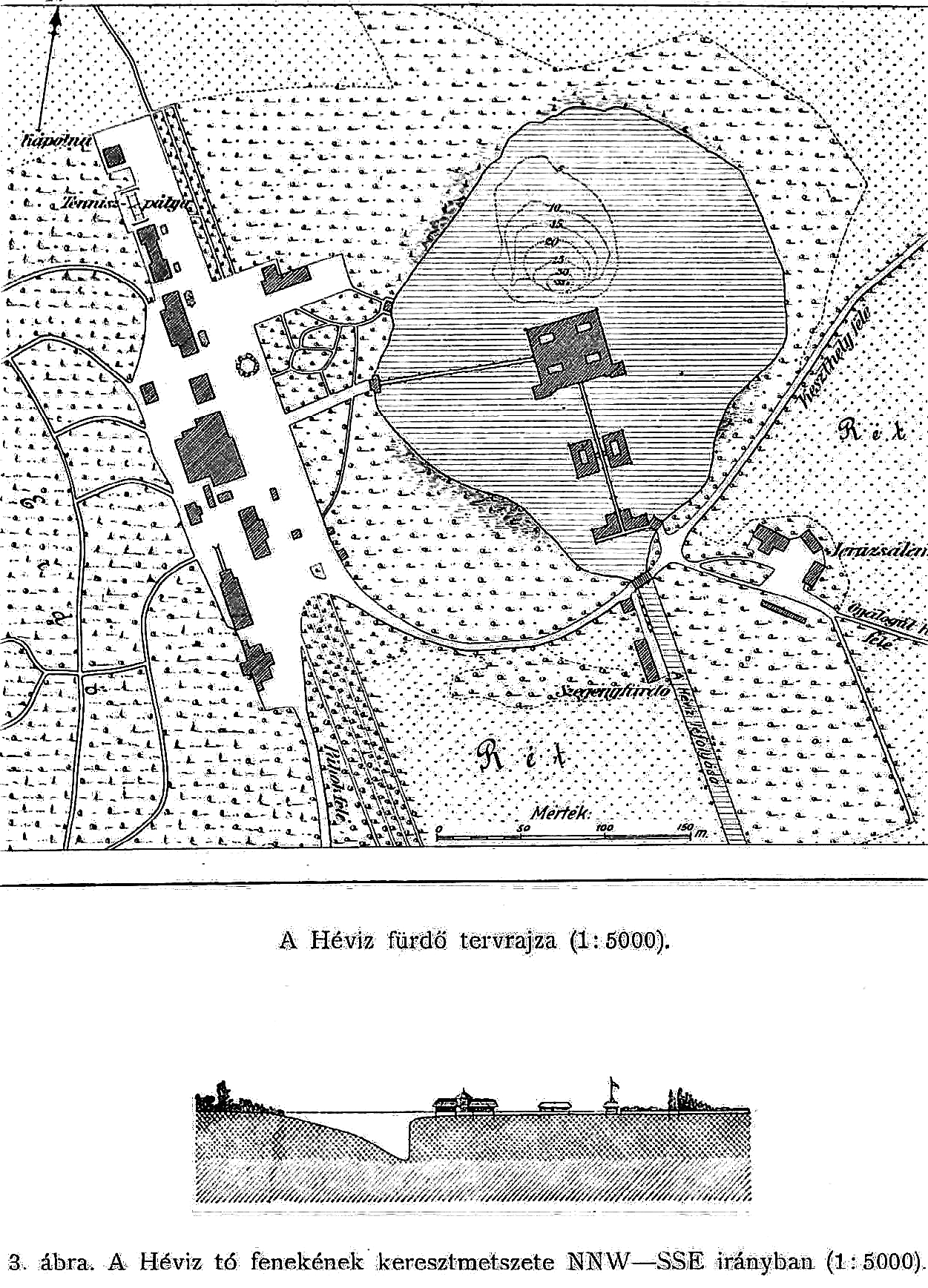
المخطط الأساسي لحمام هيفيز عام 1908

- لأمراض المفاصل والعمود الفقري الالتهابية
- للروماتيزم في الأنسجة الضامة
- لأمراض المفاصل الثانوية، واضطرابات المفاصل المصاحبة لاختلالات الأيض (مثل النقرس)، وكذلك في حالات اضطرابات الغدد الصماء
- لالتهابات المفاصل المصاحبة للأمراض الجلدية
- لإعادة التأهيل بعد الكسور، والإصابات الناتجة عن الحوادث، والعمليات الجراحية في الجهاز الحركي (وخاصة كسور الأطراف)
- في الحالات المزمنة التي تصيب الجهاز العصبي الطرفي، وخاصة تلك التي تعود لأسباب ميكانيكية
- للعلاج قبل وبعد جراحات المفاصل، وفي حالات جراحة الأقراص الغضروفية
- في حالات الأمراض النسائية المزمنة[5]

## تاريخ

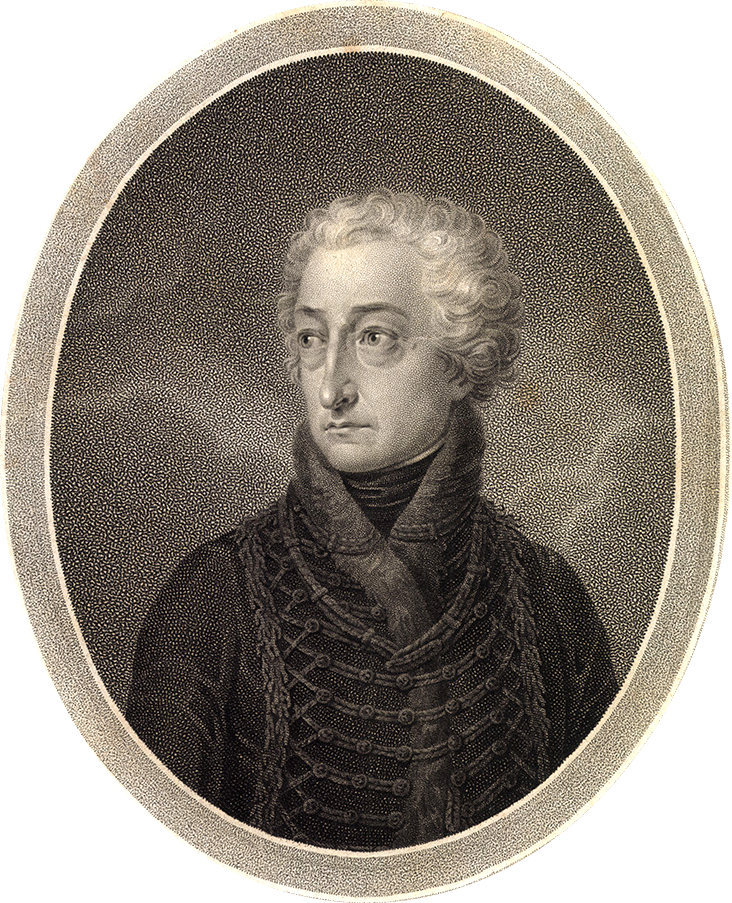
فيستيتش غيورغي، المبادر إلى إنشاء منتجع هيفيز

يحمل القَرن بجانب البحيرة اسم "هيفيز" منذ العصور الوسطى، وقد أشار هذا الاسم منذ أول ذكر له عام 1328 إلى الينبوع الحار فيها. وما زال الرقّ القديم المحتفظ بلونه الأصفر يحمل أول ذكر مكتوب للحمام العلاجي. إذ تذكر الوثيقة مكانًا في مستنقع "هوسّوشار" بمقاطعة زالا باسم "locus vulgarites Hewyz dictus"، وتصفه بأنه "ذو مياه بخارية متفرعة مناسبة جدًّا للعناية بالبشرة، كما تسمي المجتمع المحلي الذي نشأ بالقرب منه قرية النقرس". ولا تتوفر من معظم فترات العصور الوسطى بيانات واضحة عن استعمال المياه العلاجية، ويُحتمل أنها كانت تُستخدم محليًا دون وجود مبنى دائم للاستحمام.
حوالي القرن الثامن عشر، ذاع صيت البحيرة العلاجية على نطاق أوسع. ومن وصف بيل ماتياش المتعدد المعارف عام 1731 نتعرف على الكثير عن أوضاعها آنذاك.
| ” | ماؤها حامضي وذو تأثير شفائي، ولهذا بُني بجواره قديمًا بيت للاستحمام، كانت مياهه تُسخن بالنار، مما أتاح للعديد من الناس الاستحمام فيه. ولكن بعد أن انهار المبنى، لم يُستعمل بعد ذلك. | “ |

وأُجريت أول دراسة علمية لمياه البحيرة على يد الطبيب الفيزيائي فرينتس سلابي، الطبيب الرئيسي لمقاطعة زالا، عام 1769.

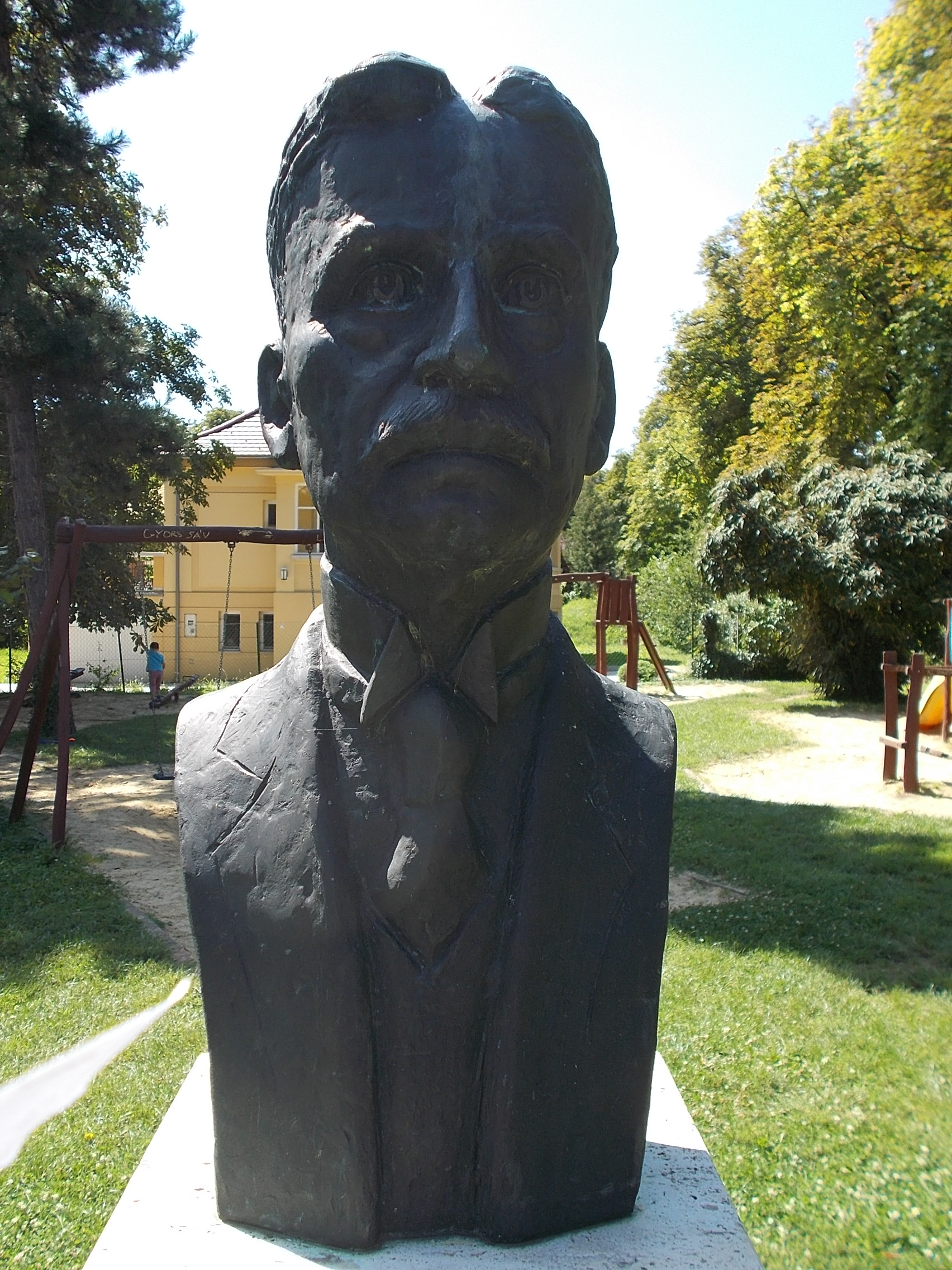
تمثال شاندور لوڤاشي

وفي أوائل القرن التاسع عشر لعب فيستيتش غيورغي دورًا كبيرًا في تطوير المنتجع، إذ بدأ منذ عام 1795 بإقامة مرافق الحمام على طوافات فوق مياه البحيرة. وفي ستينيات القرن التاسع عشر، حين حصلت عائلة فيستيتش على أرض صالحة للبناء، أُنشئت "المستوطنة الجديدة"، وبحلول عام 1871 كان قد بُني حول البحيرة سبعة بيوت، ما زال منها قائمًا حتى اليوم "بيت السبعة" الذي شُيد عام 1870-1871. وبفضل هذه المنشآت اكتسبت البحيرة أهمية وطنية كوجهة سياحية وعلاجية.
وفي عام 1898، قام الأكاديمي شاندور لوڤاشي بزراعة زنبق الماء الأحمر الهندي في البحيرة، ولا يزال هذا النبات عنصرًا مميزًا لها.
وحول عام 1900، انتقلت ملكية تأجير الحمام إلى عائلة فيستيتش لفترات متفاوتة، وفي عام 1905 استأجره لمدة 35 عامًا رجل صناعة الجعة ڤينتسل رايشل من مدينة كِستهي، مما أعطى دفعة لتنمية محيط البحيرة.

وبعد معاهدة تريانون ازدادت أهمية الحمام محليًا، إذ لم يبقَ في الأراضي المجرية المتبقية سوى قلة من المنتجعات الكبيرة المشابهة. وفي عام 1926 أُنشئ الشاطئ، وفي 1927 بُني المبنى المكون من طابقين على الشاطئ الشمالي للبحيرة. وفي عام 1931-1932 زُوّد المبنى بسقف زجاجي على هيكل معدني.

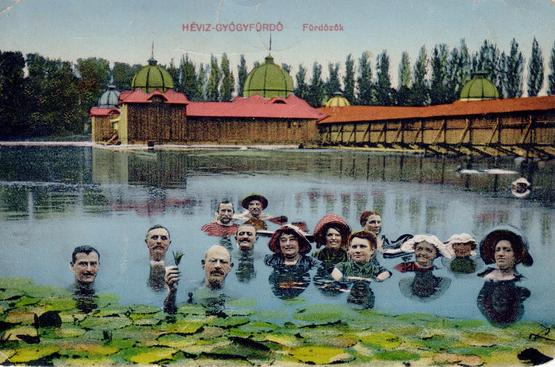
بطاقة بريدية ملونة، بحيرة هيفيز حوالي 1880

| ” | "هيفيز لا تقع على ضفة بالاتون، بل غرب المدينة في أقرب وادٍ يفتح باتجاه مستنقعات كيش-بالاتون، لكنها مع ذلك من المعالم الطبيعية البارزة لمنطقة بالاتون. تقع هناك بحيرة هيفيز الحارة، التي تبلغ حرارتها غالبًا 32°م، حيث ينتهي فجأة مرتفع الدانوب الأوسط. قاع البحيرة الحارة على عمق 36 مترًا يشكل قمعًا يتصاعد منه الماء الحار النقي من الدولوميت حتى السطح بفعل تيار دوامي. ومن البحيرة تتدفق قناة مائية حارة إلى كيش-بالاتون، وتزدان مياهها بزنابق مائية استوائية مزروعة فيها. ويقصد هذه البحيرة الحارة من مسافات بعيدة المصابون بالروماتيزم والنقرس. كما يلجأ إليها سكان المنطقة طلبًا للشفاء في مياه القناة الحارة، وينسبون شفاء شلل أطرافهم إلى الطمي الأسود المتكوّن من بقايا الخث التي جلبها النبع. ويغوص المستحمون فيه حتى الركبتين أو الخصر منتظرين الشفاء أو على الأقل تسكين الآلام." | “ |

## الحياة البرية

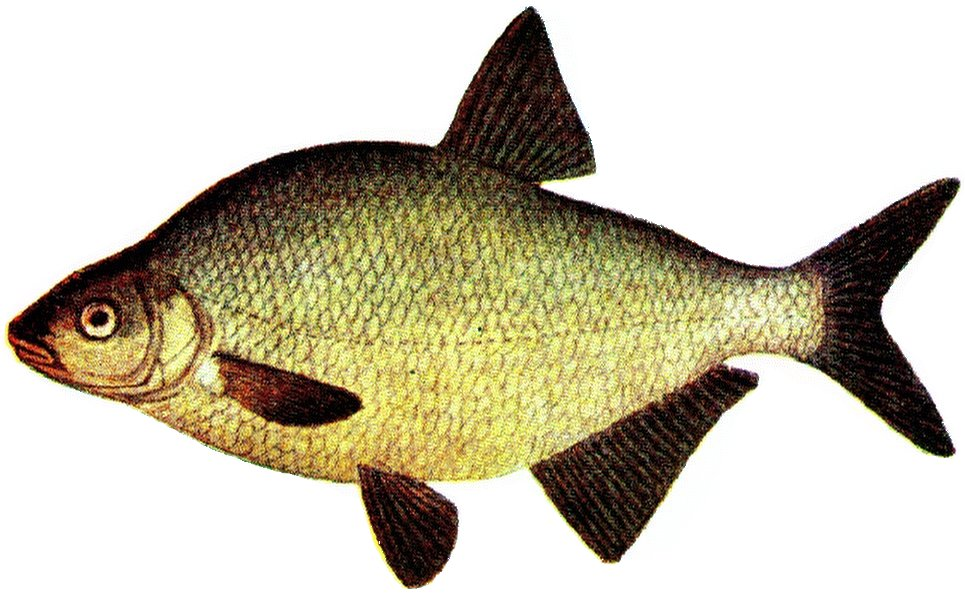
سمك الدنيس الفضي

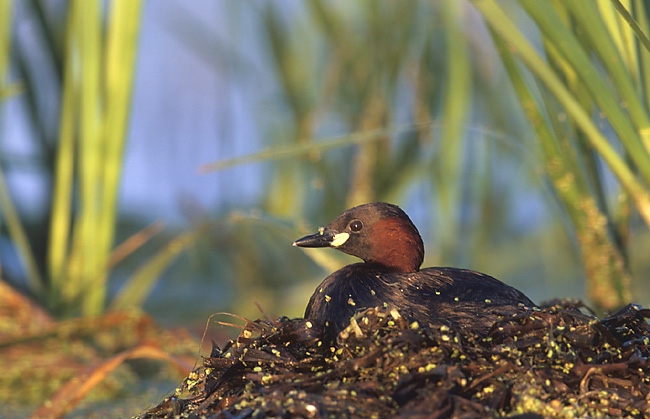
الغُطاس الصغير

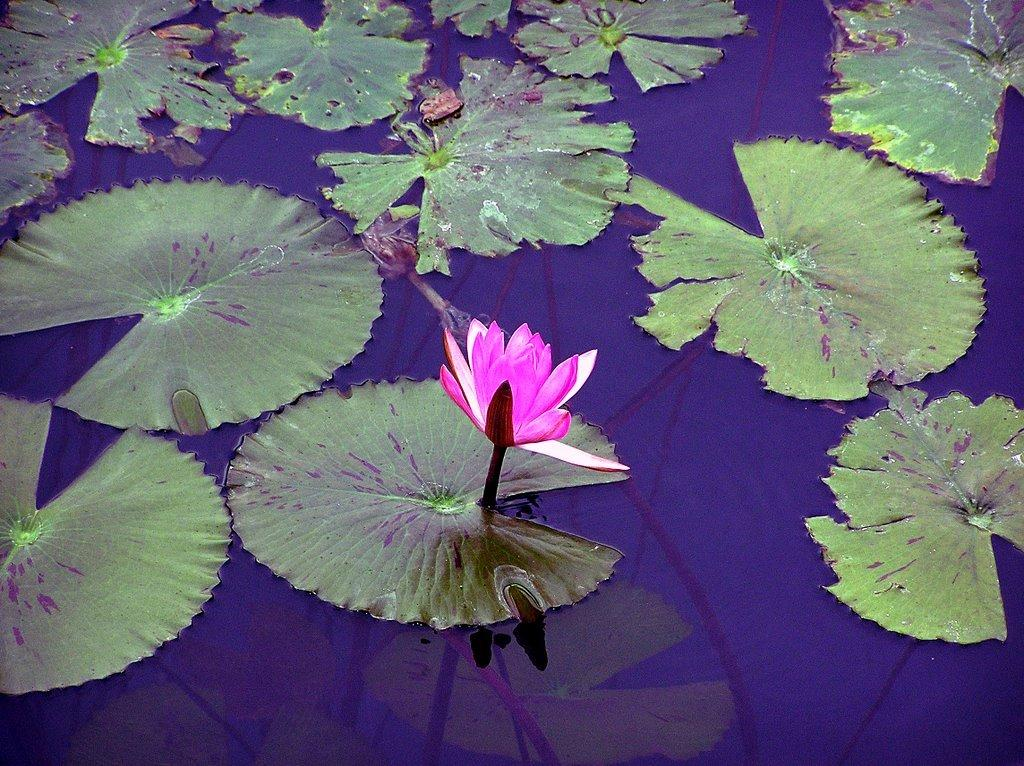
أبرز معالم الحياة البرية في هيفيز: زنبق الماء الأحمر الهندي

### النباتات
الضيف الدائم للبحيرة، والذي موطنه الأصلي بنغاليا، هو الفصيلة طويلة الزهرة من زنبق الماء الأحمر الهندي (Nymphaea rubra var. longiflora)، التي قام لوفاشي شاندور، أستاذ أكاديمية كستهي الزراعية، بتوطينها عام 1898. ترتفع أزهارها الحمراء البنفسجية 5–7 سم فوق سطح الماء، وتتفتح في وقت متأخر من الليل، ثم تُغلق بتلاتها في ساعات الصباح التالية. أما زنبق الماء الأبيض صغير الزهر (Nymphaea alba L. var. minor) فهو الشكل الأصيل الوحيد من زنابق الماء المؤكد تواجده في مياه هيفيز وكستهي الدافئة. تحيط بالبحيرة صفوف من أشجار السرو المستنقعي متساقطة الأوراق.

### الحيوانات
في قاع البحيرة الطيني الغني بـالخث، تجد كائنات متخصصة موائلها، ويلعب بعضها دورًا مهمًا في تكوين التأثير العلاجي للمياه. يغطي جدران الفوّهة من عمق 1.5 متر حتى منبع النبع غشاءٌ بكتيري.
تنظم بكتيريا الكبريت الكروية الدقيقة (Beggiatoa)، التي تخزن الكبريت في خلاياها، دورة الكبريت في البحيرة (أكسدة الكبريت واختزال الكبريتات). وبفضل سلالات البكتيريا الموجودة هنا (ميكرومونوسبورا، ستربتوميسيس)، تتمتع المياه بخاصية طبيعية مضادة للبكتيريا. كما يعيش في البحيرة نوع من الميكرومونوسبورا محللة السليلوز والبروتين (Micromonospora heviziensis)، التي وُصفت لأول مرة عام 1982، وتساهم في تكوين الطين العلاجي. ومن بين البكتيريا الزرقاء، يوجد نوعان (Pseudanabaena papillaterminata وAnomoeoneis serians) لا يوجدان في المجر إلا هنا. ومن الحيوانات المجهرية، سُجل في بحيرة هيفيز لأول مرة وجود نوعين من الديدان الخيطية (Crocodolrylaimus thermalis، Neoactinolaimus tepidus) ونوع صغير من القشريات (Schizopera clandestina heviziensis).

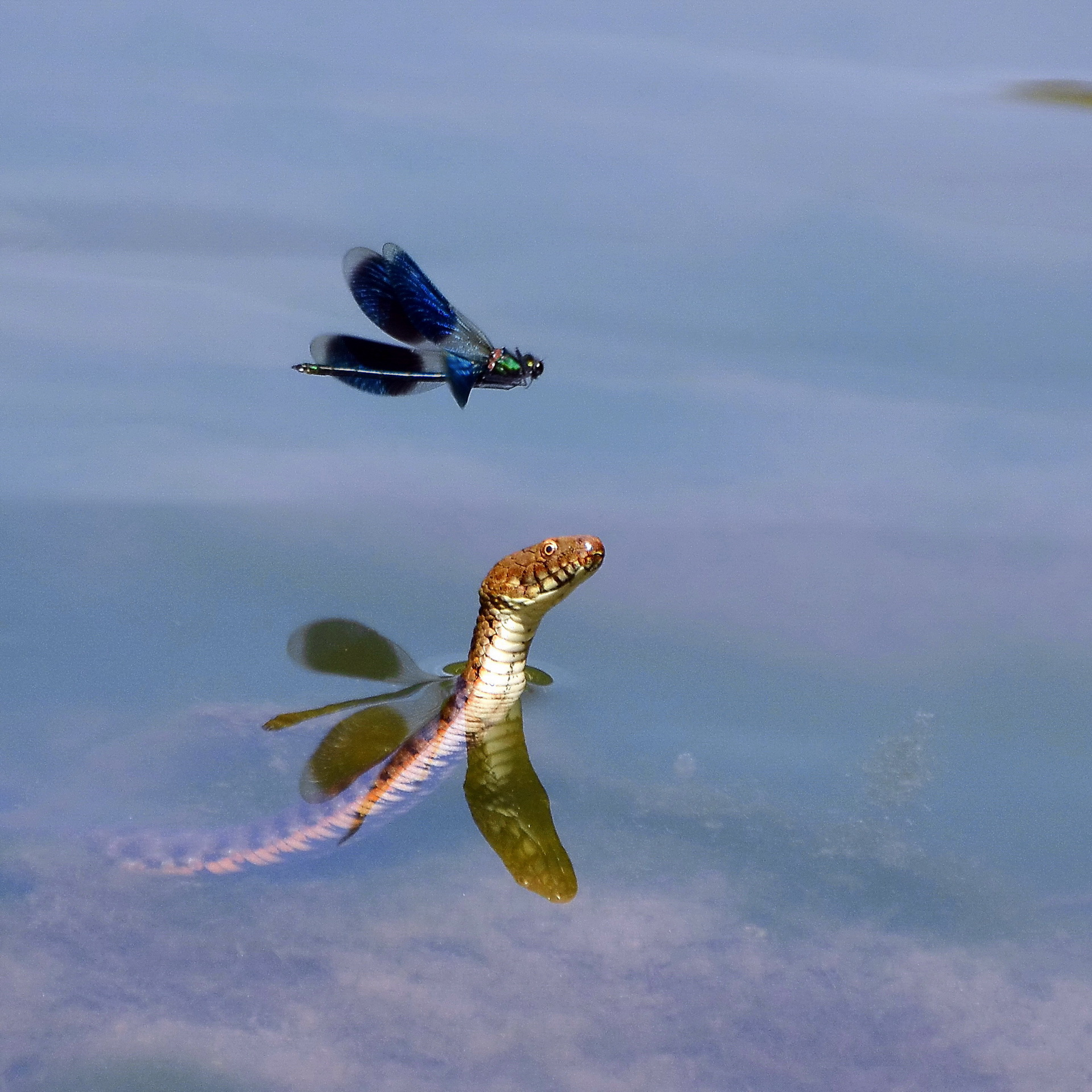
أفعى الماء المربعة

من الطيور المائية، يُعد الغُطاس الصغير (Tachybaptus ruficollis) المقيم الدائم في البحيرة، وهو الطائر الوحيد في البلاد الذي يقضي الشتاء هنا.
كما تعيش بعض الزواحف المحمية بأعداد قليلة حول البحيرة، مثل حية الماء (Natrix natrix) وأفعى الماء المربعة (Natrix tesselata).
وتسكن مياه البحيرة الدافئة أنواع عديدة من البرمائيات، وأشهرها الضفادع الخضراء (Pelophylax spp.) ومختلف أنواع العلاجيم (Bufonidae).
أما الأسماك الأصلية في البحيرة فهي الشبوط العريض (Carassius carassius)، والفرخ النهري (Tinca tinca)، والدنيس الفضي (Abramis brama)، والشبوط الذهبي (Leuciscus idus).
وقد وجدت عدة أنواع من أسماك الزينة الاستوائية موطنًا دائمًا في المياه الدافئة، ويقوم المختصون بتقليل أعداد الأنواع الغازية منها لتقليل المخاطر البيئية، ومنها:
- السيكلازوم الليموني (Amphilophus citrinellum)
- سمكة البلاتي المائية للقضاء على البعوض (Gambusia affinis)
- السيكلازوم القرمزي (Hemichromis bimaculatus) وأنواع هجينة أخرى
- السيكلازوم المرقط بخمس نقاط (Hemichromis elongatus)
- السيكلازوم قوس القزح (Herotilapia multispinosa)
- سمكة الشمس (Lepomis gibbosus)
- السيكلازوم النمري (Parachromis managuensis))
- السيكلازوم أحمر الرأس (Paraneetroplus synspilus)
- جابي آمور (Percottus gleni)
- جابي اليوكاتان (Poecilia sphenops)، نسخة "البلاك مولي".[13]

## التراث العالمي
أُدرجت بحيرة هيفيز (مع مخاريطها البركانية في حوض تابولكا ومع مخروط الينبوع في شبه جزيرة تيهاني) في يناير 2003 على قائمة الترشيحات التي أعدتها اللجنة الوطنية المجرية للتراث العالمي. وفي عام 2014، ووفقًا لقرار قيادة المدينة، شاركت البلدة بشكل مستقل في المنافسة.

## البحيرة في الأدب
- ذُكرت البحيرة عرضاً في الرواية الأولى لِـبودوتش تيبور الكوميدي، في كتاب بعنوان لم يقدّموا لي شيئاً، الذي يستعرض العديد من المواقع الريفية في مقاطعة زالا (في الفصل الثاني والثلاثين).

## معرض الصور

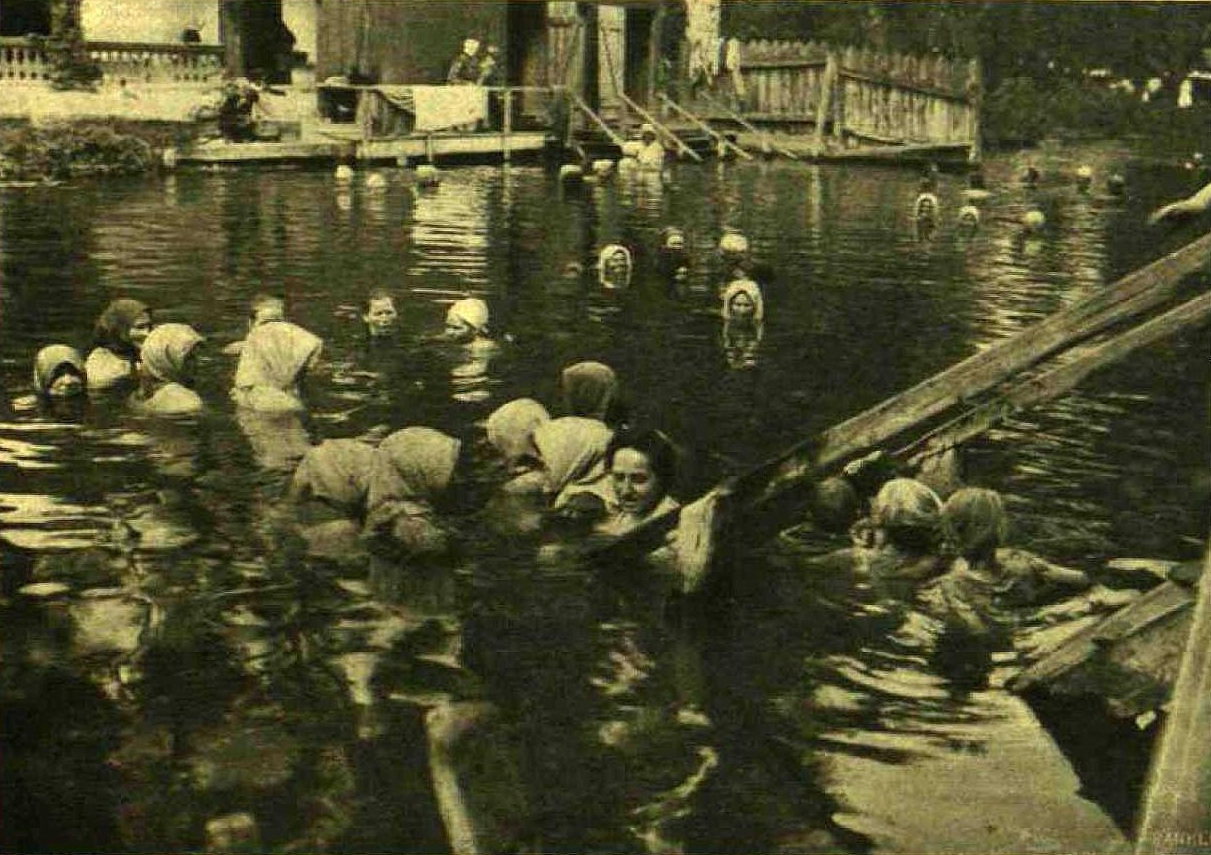
المستحمون عام 1906
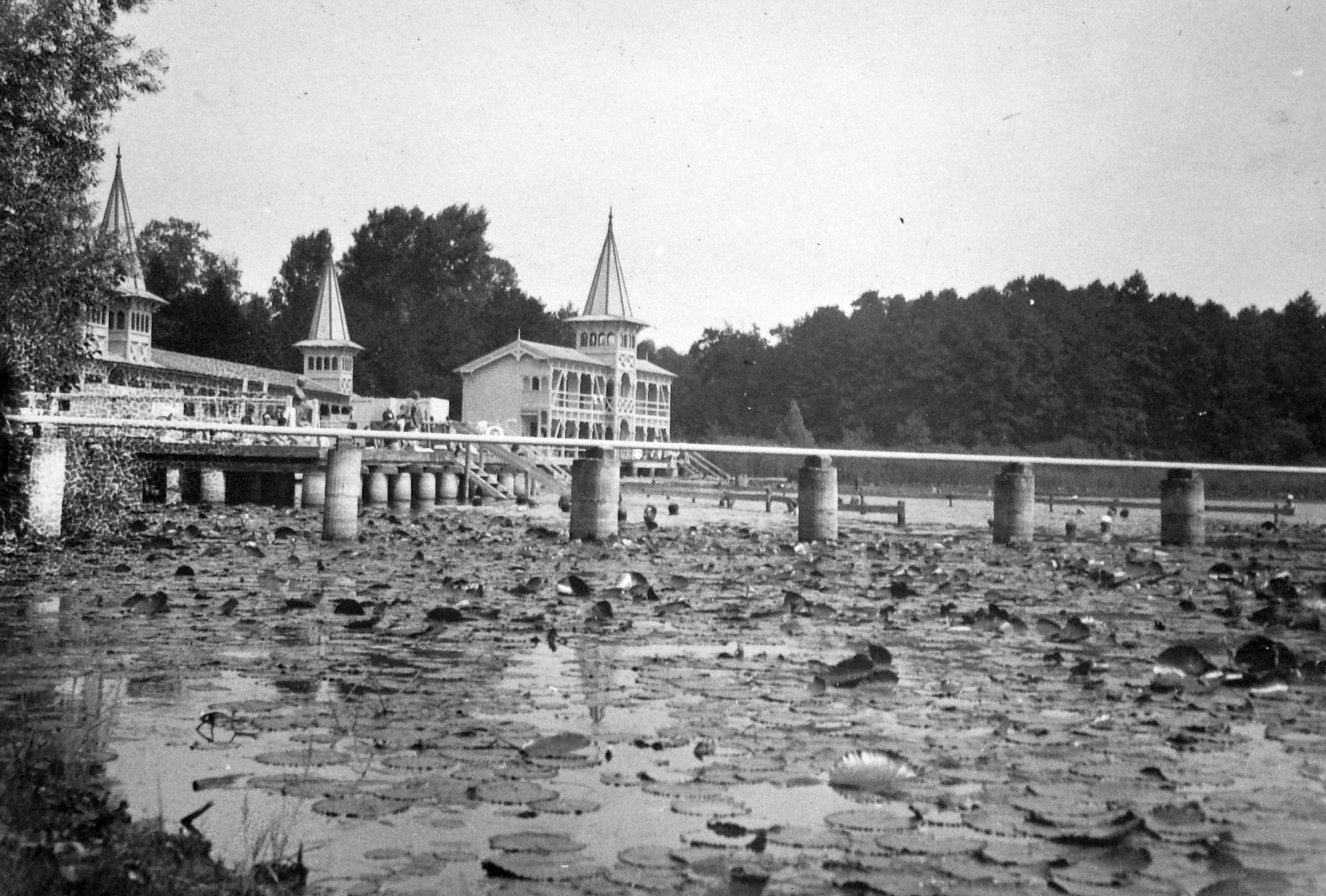
الحمام البحيري عام 1936
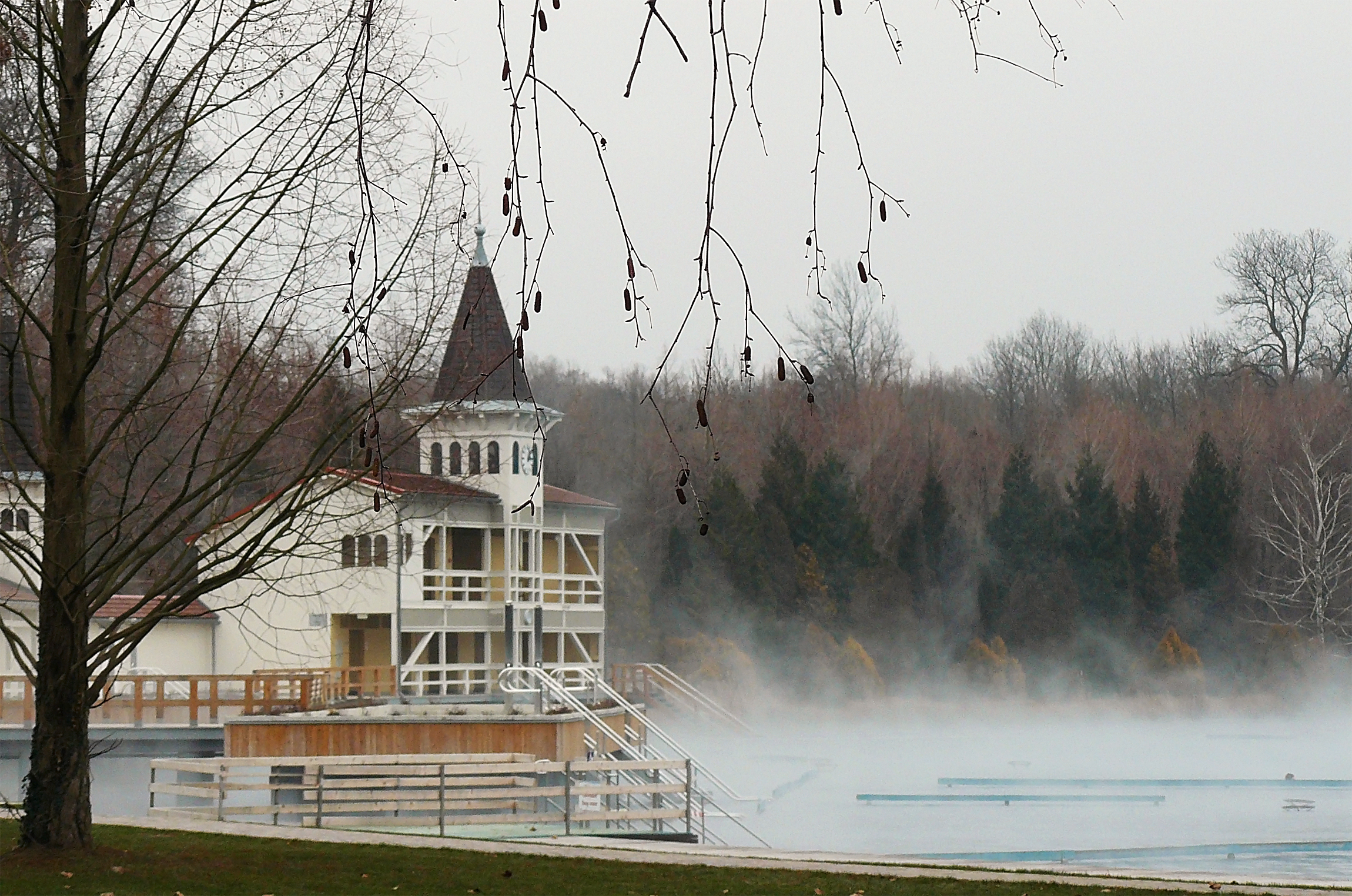
البحيرة في الشتاء وسط سحابة من البخار
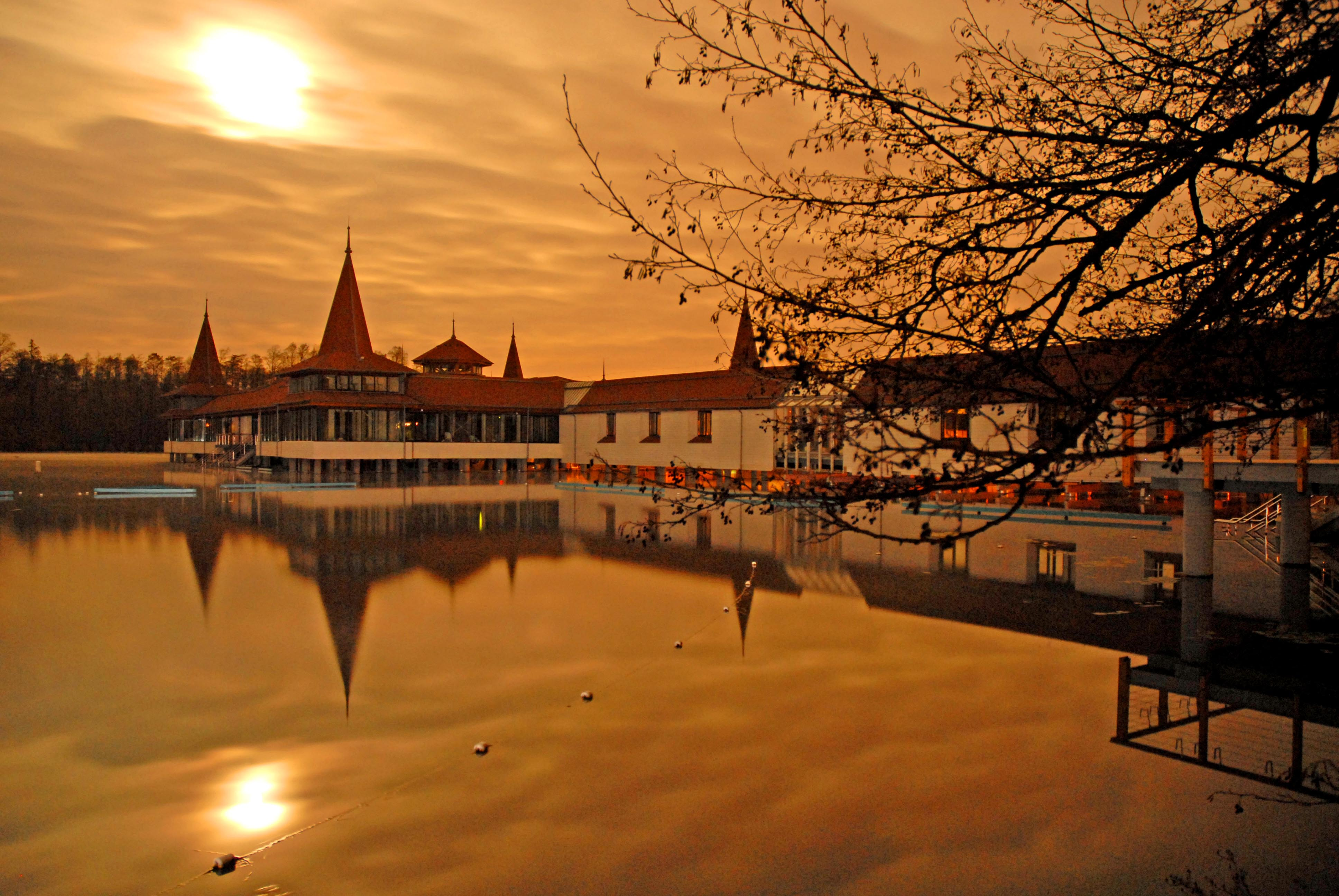
منظر خريفي
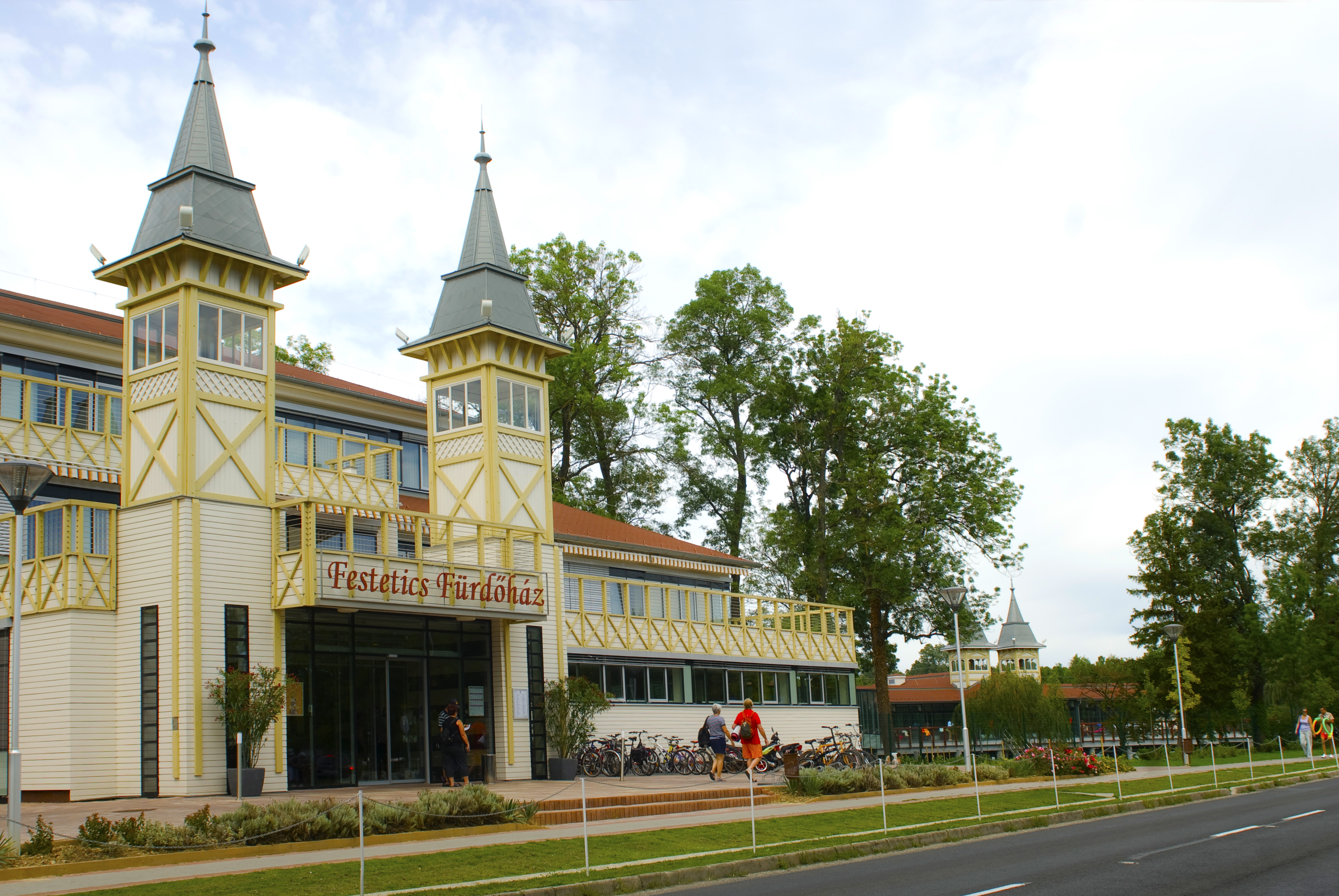
مبنى الاستقبال
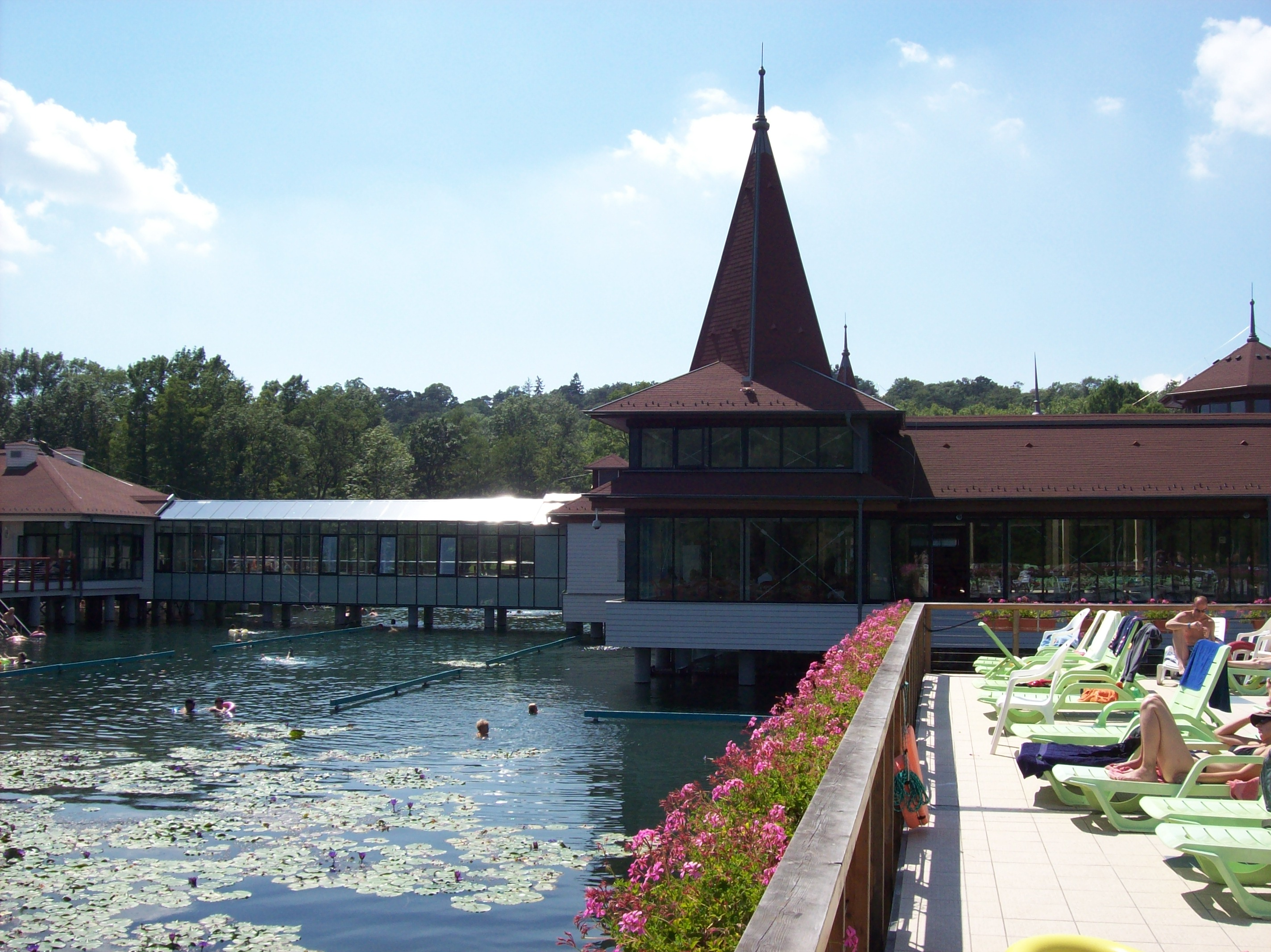
شرفة للتشمس
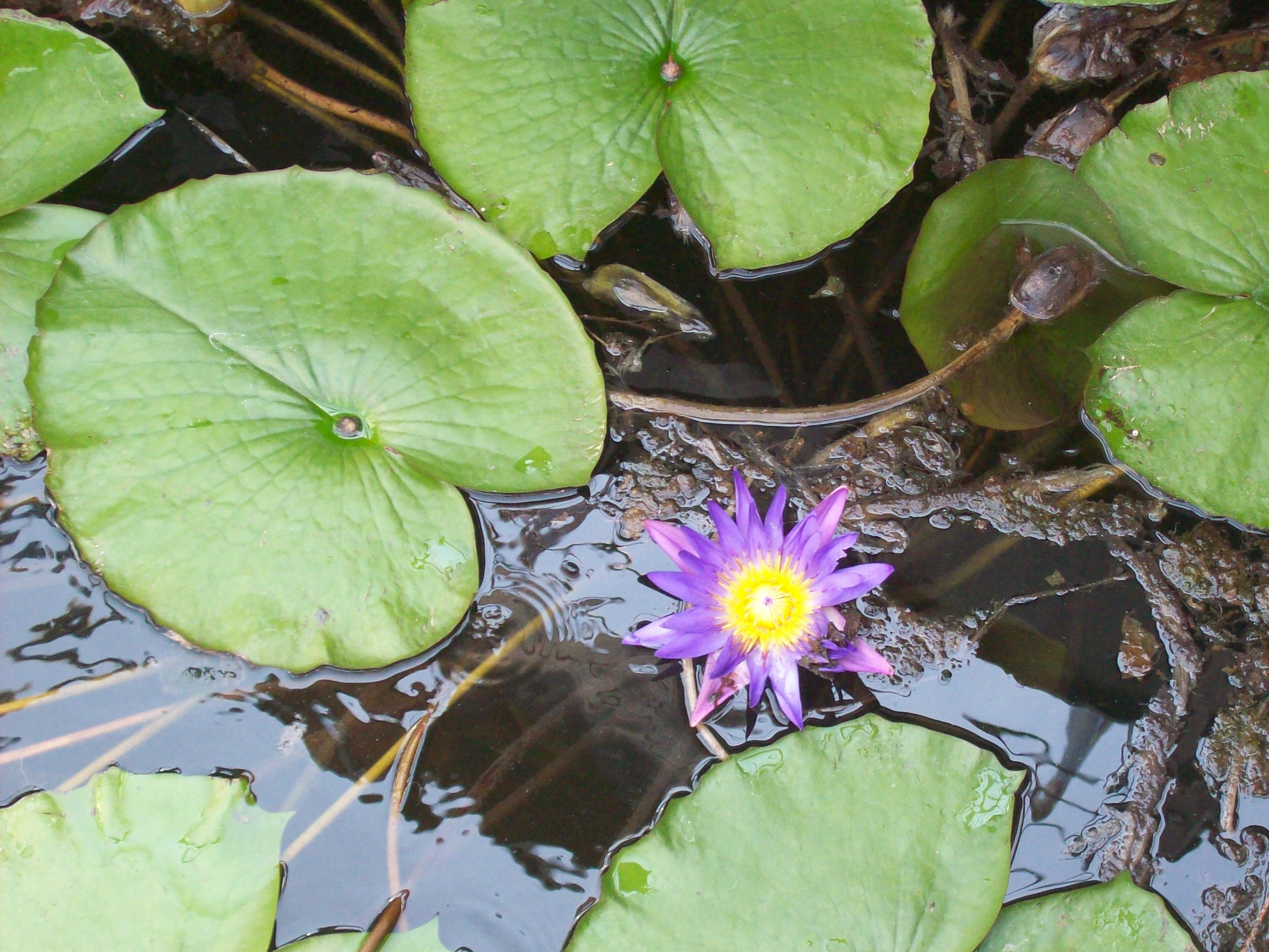
قام شاندور لوڤاشي، أستاذ الأكاديمية الزراعية في كستهي، بتوطين السلالة طويلة الأزهار من زنبق الماء الأحمر الهندي عام 1898